# Araneus nigroquadratus
Araneus nigroquadratus este o specie de păianjeni din genul Araneus, familia Araneidae, descrisă de Lawrence, 1937. Conform Catalogue of Life specia Araneus nigroquadratus nu are subspecii cunoscute.